# میشل یه
میشل یه (به انگلیسی: Michelle Ye) (زاده ۱۴ فوریه ۱۹۸۰) بازیگر چینی است.